# Sobieszów

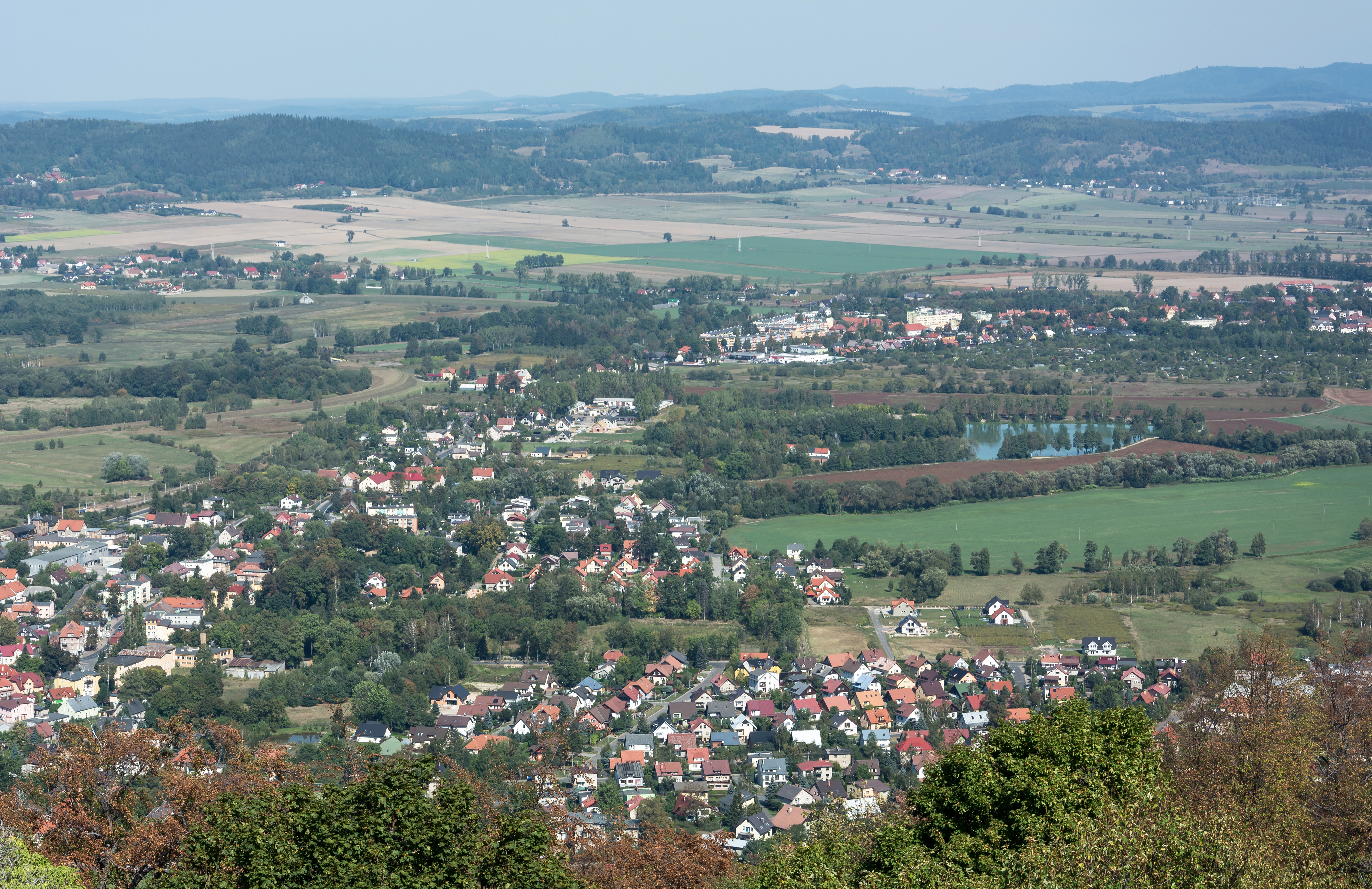
Blick von der Burgruine Kynast über den Ort Sobieszów (Hermsdorf)

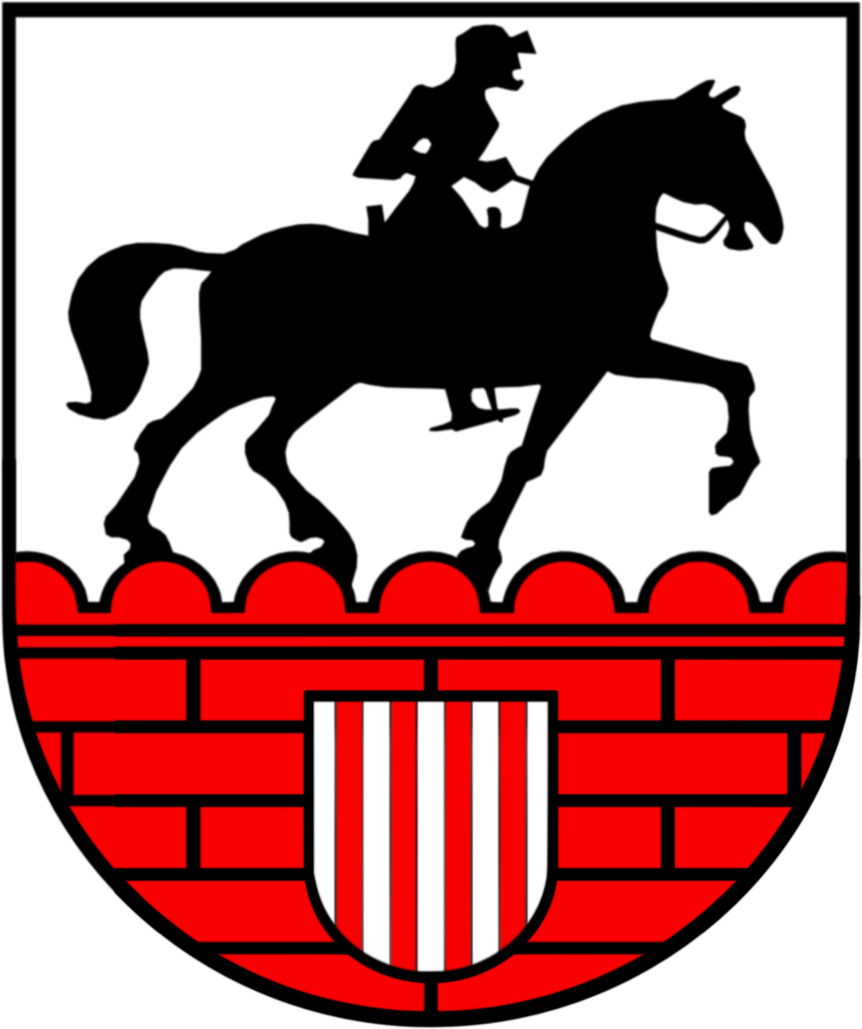
Wappen von Hermsdorf unterm Kynast

Sobieszów (deutsch: Hermsdorf unterm Kynast, 1935–1945 Hermsdorf (Kynast); gebirgsschlesisch Hernsdruf oder Hernsdurf) ist ein Stadtteil der kreisfreien Stadt Jelenia Góra (Hirschberg im Riesengebirge) in der Woiwodschaft Niederschlesien in Polen. Er liegt im schlesischen Teil des Riesengebirges.

## Geschichte

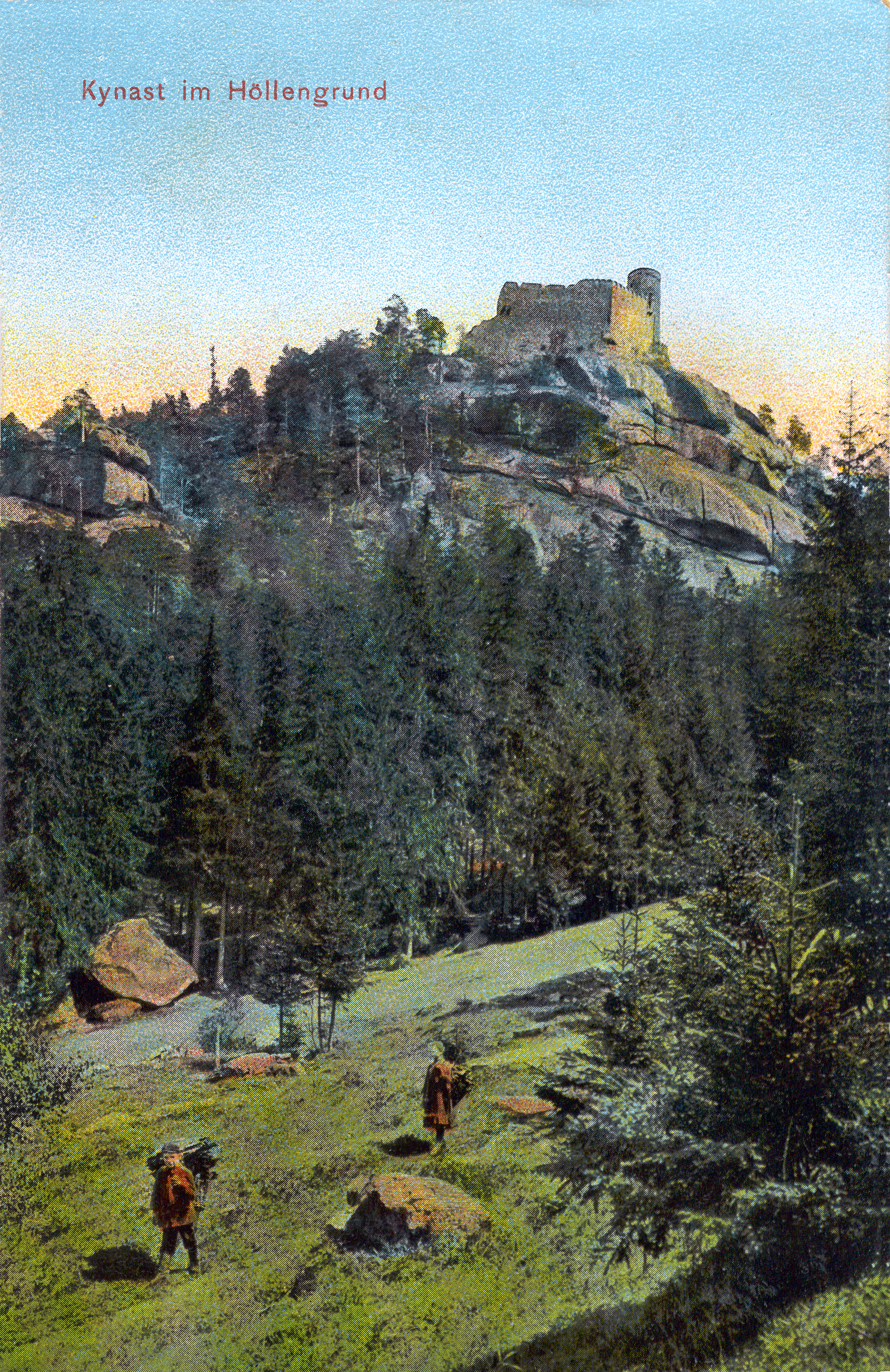
Blick auf die Burg Kynast

„Hermanni villa“ wurde erstmals urkundlich 1305 im Breslauer Zehntregister Liber fundationis episcopatus Vratislaviensis erwähnt. Von 1369 bis 1945 war das Adelsgeschlecht Schaffgotsch Besitzer der Herrschaft und der Schlossanlagen.
Als Folge des Zweiten Weltkriegs fiel Hermsdorf 1945 unter polnische Verwaltung und wurde in Sobieszów umbenannt. Die deutschen Einwohner wurden – soweit sie nicht schon vorher geflohen waren – vertrieben. Die neu angesiedelten Bewohner waren teilweise Zwangsumgesiedelte aus Ostpolen, das an die Sowjetunion gefallen war.
1962 wurde Sobieszów zur Stadt erhoben. Seit 1976 ist es ein Stadtteil von Jelenia Góra (Hirschberg im Riesengebirge).

## Sehenswürdigkeiten

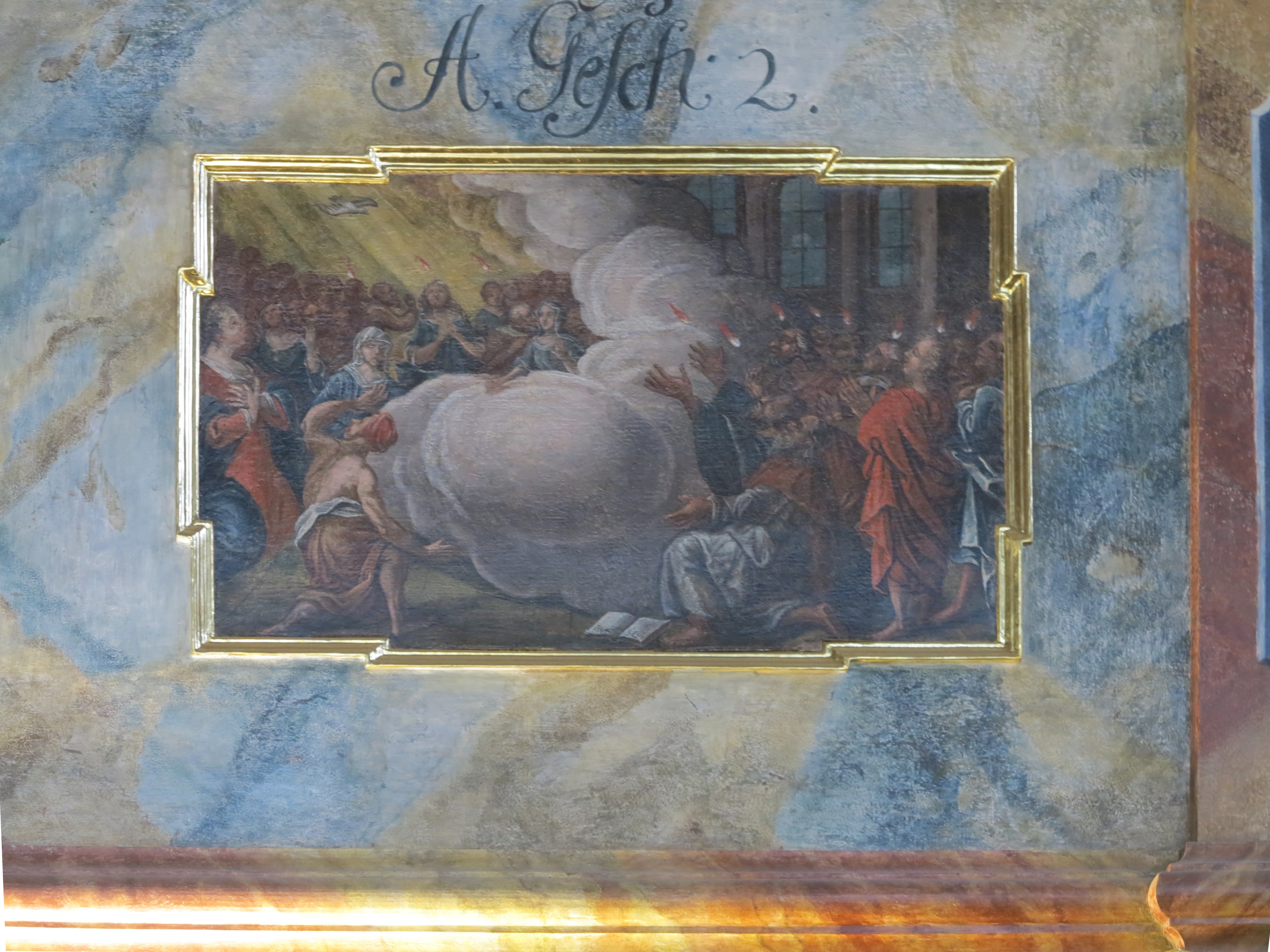
Ursprüngliche Emporenbemalung: Ausschüttung des Heiligen Geistes.

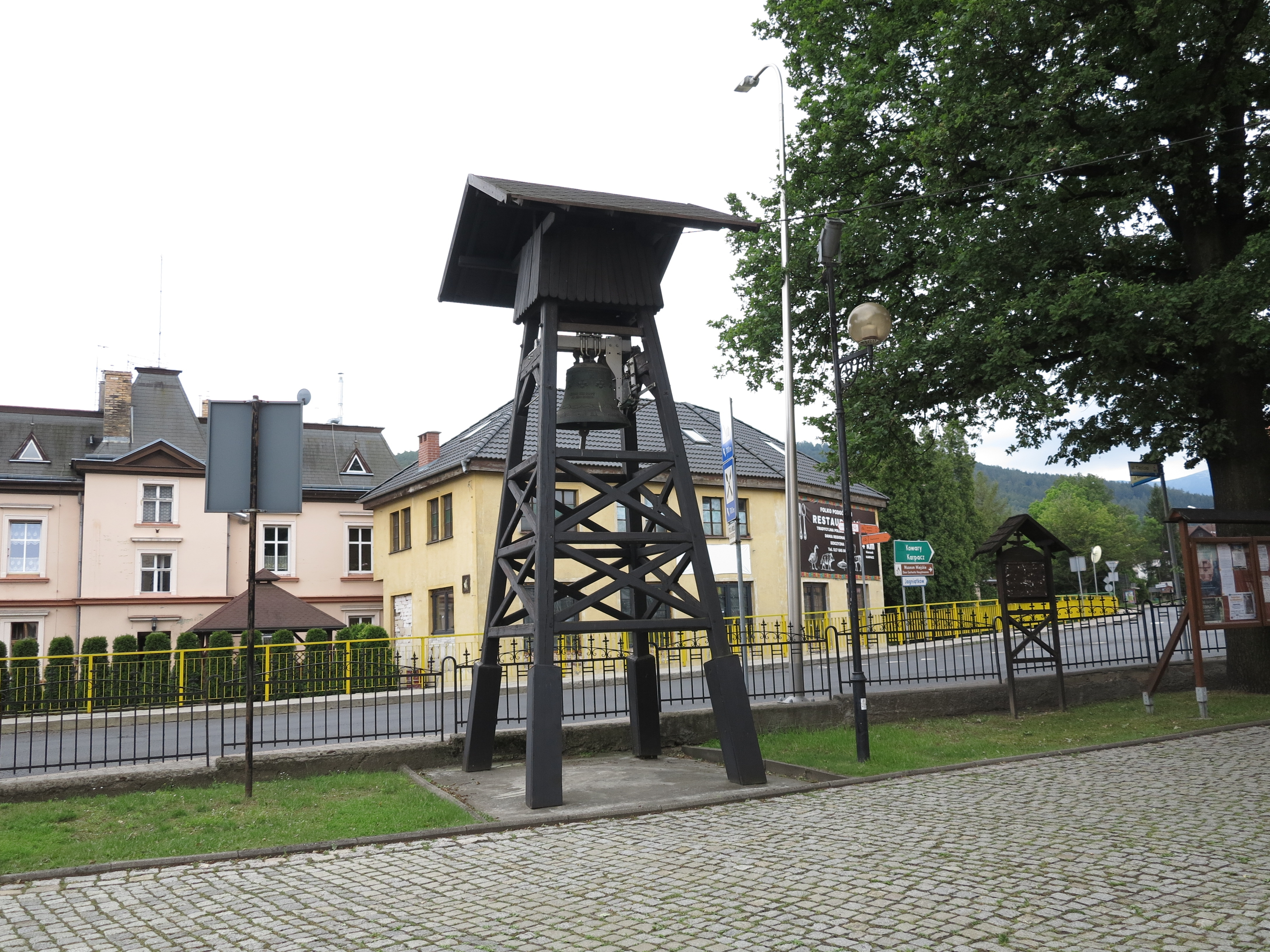
Glockenturm

Die seit 1947 römisch-katholische Kirche des Allerheiligsten Herzens des Herrn Jesus (Kościół Najświętszego Serca Pana Jezusa) wurde 1744–1745 als Schlesisches Bethaus als Fachwerkkirche von einheimischen Handwerkern errichtet. 1750 wurden Emporen eingebaut und 1796 eine Sakristei angebaut. Bis 1947 wurde sie von deutschen, evangelischen Christen, heute wird sie von polnischen katholischen Christen genutzt. Der Kirchfriedhof wurde bereits 1853 wurde angelegt.
Die Kirche ist mit einem Altar, einer Kanzel, einem Taufbecken, einem Orgelprospekt ausgestattet und enthält Schnitzarbeiten. Im Altarraum befindet sich ein Bild, das 1960 Vlastimil Hofman für diese Kirche gemalt hat. Es stellt auf dem Hintergrund des Riesengebirges, der Burg Kynast und der Kirche Jesus als Guten Hirten dar. Die Barockorgel wurde 1748 von Johann Meinert eingebaut und 1885 von der Liegnitzer Orgelbaufirma Schlag & Söhne umgebaut. 2007 wurde die Orgel von Firma Szczerbaniak aus Łódź restauriert.
Von der Emporenbemalung ist nur ein Bild im Original erhalten. Es zeigt nach Apostelgeschichte 2, wie zu Pfingsten der Heilige Geist in Form einer Taube und kleinen Flammen über die versammelte Gemeinde kommt. Die anderen Emporenbilder sind im Original nicht mehr erhalten und wurden durch neuere ersetzt.
Das barocke Schloss Hermsdorf wurde am Anfang des 18. Jahrhunderts im Auftrag der Familie Schaffgotsch errichtet.

## Persönlichkeiten
- Otto Brieger (1835–1904), Lehrer, Organist und Komponist
- Hermann Amandus Schwarz (1843–1921), Mathematiker und Hochschullehrer
- Richard Aschenborn (1848–1935), Vizeadmiral
- Paul Wolff (1876–1947), Fotograf und Verleger
- Bogusław Maj (* 1960), Eishockeyspieler